# Salento
Der Salento ist der Name einer 100 km langen und 40 km breiten Halbinsel im äußersten Südosten Italiens und wird oft auch als Absatz des italienischen Stiefels bezeichnet. Die Einwohner heißen Salentiner.
Administrativ gehört die Halbinsel zur Region Apulien und umfasst die Provinz Lecce sowie Teile der Provinzen Tarent und Brindisi. Ältere Namen für die Halbinsel sind Iapygia, Messapia, Calabria und Sallentina. Südlichster Punkt des Salento ist die Punta Ristola. Im Osten trennt die Straße von Otranto den Salento von der Balkanhalbinsel.
Die bedeutendsten Städte des Salento sind Lecce, Brindisi, Gallipoli und Otranto.

## Geschichte
Aus vorgeschichtlicher Zeit sind Höhlenfunde (Grotta Zinzulusa) gemacht worden und Dolmen und Menhire als Reste der frühen Bauernkultur erhalten. In der Antike wurde das Gebiet von den Messapiern bewohnt, einem illyrischen Volksstamm, der seine Unabhängigkeit in Kriegen gegen die griechische Siedlung Taras (Tarent) verteidigen musste. Herodot berichtet von einem Krieg um das Jahr 474 v. Chr. zwischen Taras und der Lega Peuceta (einem Bündnis aus dem Gebiet um Bari), die dabei von der Lega Messapica unterstützt wurde. In diesem Konflikt konnten die Messapier nach mehreren Kriegsjahren noch die Oberhand behalten, ab ca. 280 v. Chr. erlangte jedoch die Römische Republik in ganz Unteritalien die Vorherrschaft (siehe Tarentinischer Krieg).
Zwischen dem neunten und dem zehnten Jahrhundert wurde der Salento oft von den Sarazenen angegriffen. Im Jahr 927 besetzten die Muslime die Stadt Taranto, die nur vierzig Jahre später vom byzantinischen Kaiser Nikephoros II wieder aufgebaut wurde. Nach der Eroberung durch die Normannen wurde die Grafschaft Lecce gegründet und 1088 das Fürstentum Taranto. Insbesondere Lecce, Geburtsort des Normannenkönigs Tankred, entwickelte sich während des Mittelalters zur Hauptstadt der Halbinsel Salento, damals auch Terra d’Otranto genannt.
Von dieser Zeit zeugen die Festung Castello Aragonese in Otranto, das Schloss in Acaya und zahlreiche Stauferburgen. Gut erhalten ist auch der Wehrturm Torre Moro in Galatone, der zum befestigten Bauernhof „Masseria Vasce“ gehörte, sowie auch die kleine Kapelle San Pietro in Vicolo.

## Sprache
Der italienische Dialekt, der im Salento gesprochen wird, unterscheidet sich völlig von jenen Mundarten, die im Rest Apuliens gesprochen werden. Vielmehr ähnelt er mit seinen offenen Vokalen dem sizilianischen Idiom. Ein bekanntes Lied in diesem Idiom ist Lu pisci spada von Domenico Modugno, eine tragische Liebesgeschichte zweier Schwertfische.
Daneben gibt es auch einige griechische Sprachinseln, die vermutlich durch eine mittelalterliche Migration entstanden sind (siehe auch Griko). Die Griechen siedelten vor allem im salentinischen Städtedreieck Gallipoli, Nardò, Otranto (alles griechische Namen). Um 1500 bestand die Griechengemeinschaft aus 24 Gemeinden; bis zum Ende des 18. Jahrhunderts schrumpfte sie auf 15. Heute gibt es nur noch acht Ortschaften der alten Graecia salentina, in denen das Griko im heutigen Dialekt existent ist: Sternatia, Martignano, Calimera, Corigliano, Zollino, Martano, Castrignano und Soleto.
Weiter sind die albanischsprachigen Sprachinseln der Arbëresh zu erwähnen, welche während und nach der osmanischen Eroberung Albaniens siedelten und eigene Ortschaften wie in der Albania Tarantina gründeten.

## Architektur
Auch in der Architektur unterscheidet sich der Salento vom restlichen Apulien. Die traditionellen Wohnhäuser sind nach griechischer Art gebaut, d. h., sie sind weiß gekalkt und haben ein Flachdach. Die historischen Stadtzentren dagegen sind hauptsächlich im Lecceser Barock erbaut, mit typisch salentinischen Details wie der überbordenden Fassadenbemalung von Palazzi und Kirchen. Das beliebteste Baumaterial war die pietra leccese, ein Gestein mit einer warmen rötlich-gelben Farbe.
Im übrigen Apulien ist der typische historische Baustil im Gegensatz zum Salento vorwiegend spanischer Barock bzw. romanisch.